# Winter-Asienspiele

Logo der Winter-Asienspiele

Die Winter-Asienspiele (englisch Asian Winter Games) sind multinationale Wettkämpfe in verschiedenen Wintersportarten zwischen Teilnehmern asiatischer Staaten nach dem Vorbild der Olympischen Spiele. Die Winter-Asienspiele sind neben den Sommer-, Hallen- und Strandspielen Teil der Asienspiele.

## Geschichte
Die Idee zur Durchführung von asiatischen Winterspielen ging 1982 vom japanischen NOK aus, das 1986 und 1990 auch die ersten beiden Winterspiele durchführen durfte. Dabei griff man auf die Infrastruktur der Olympischen Winterspiele 1972 in Sapporo zurück.
2009 sollten die Spiele im Libanon stattfinden, wurden schlussendlich jedoch nicht durchgeführt.
Am 4. Oktober 2022 vergab der Olympic Council of Asia (OCA) die Winter-Asienspiele 2029 nach Saudi-Arabien. Das Skigebiet Trojena ist jedoch noch gar nicht erbaut und soll Teil der futuristischen Planstadt Neom sein, die in einem kargen Wüstengebiet ohne Niederschläge für rund 500 Milliarden Dollar errichtet werden soll. Es wäre das erste Wintersportgebiet auf der arabischen Halbinsel. 47 Wettbewerbe sollen auf Kunstschnee ausgetragen werden, es wird mit einem erheblichen Wasserbedarf gerechnet. Die Vergabe wurde auch von den ehemaligen Winterathleten Sven Hannawald und Markus Wasmeier kritisiert.

## Liste der Spiele
| Jahr | Gastgeberstadt   | Nationen | Athleten | Sportarten | Disziplinen |
| ---- | ---------------- | -------- | -------- | ---------- | ----------- |
| 1986 | Sapporo          | 07       | 0430     | 07         | 35          |
| 1990 | Sapporo          | 10       | 0310     | 06         | 33          |
| 1996 | Harbin           | 18       | 0453     | 08         | 43          |
| 1999 | Gangwon-do       | 21       | 0799     | 07         | 43          |
| 2003 | Präfektur Aomori | 29       | 0641     | 11         | 51          |
| 2007 | Changchun        | 25       | 0796     | 10         | 47          |
| 2011 | Astana/Almaty    | 26       | 0843     | 11         | 69          |
| 2017 | Sapporo/Obihiro  | 32       | 1101     | 11         | 64          |
| 2025 | Harbin           |          |          | 06         | 64          |
| 2029 | Trojena          |          |          |            |             |

## Sportarten
Folgende Sportarten werden bzw. wurden bei den Winter-Asienspielen ausgetragen.
X = Sportart bzw. Disziplin wurde bei den Winterspielen des angegebenen Jahres ausgetragen
(d) = Demonstrationssportart
| Sportart bzw. Disziplin | 1986 | 1990 | 1996 | 1999 | 2003 | 2007 | 2011 | 2017 | 2025 |
| ----------------------- | ---- | ---- | ---- | ---- | ---- | ---- | ---- | ---- | ---- |
| Bandy                   |      |      |      |      |      |      | X    |      |      |
| Biathlon                | X    | X    | X    | X    | X    | X    | X    | X    | X    |
| Curling                 |      |      |      |      | X    | X    |      | X    | X    |
| Eishockey               | X    | X    | X    | X    | X    | X    | X    | X    | X    |
| Eiskunstlauf            | X    |      | X    | X    | X    | X    | X    | X    | X    |
| Eisschnelllauf          | X    | X    | X    | X    | X    | X    | X    | X    | X    |
| Freestyle-Skiing        |      |      | X    |      | X    | X    | X    | X    | X    |
| Shorttrack              | X    | X    | X    | X    | X    | X    | X    | X    | X    |
| Ski Alpin               | X    | X    | X    | X    | X    | X    | X    | X    | X    |
| Skibergsteigen          |      |      |      |      |      |      |      |      | X    |
| Skilanglauf             | X    | X    | X    | X    | X    | X    | X    | X    | X    |
| Skispringen             |      |      | (d)  |      | X    |      | X    | X    |      |
| Ski-Orientierungslauf   |      |      |      |      |      |      | X    |      |      |
| Snowboard               |      |      |      |      | X    | X    |      | X    | X    |

## Medaillenspiegel
| Platz | Land        | Gold | Silber | Bronze | Gesamt |
| ----- | ----------- | ---- | ------ | ------ | ------ |
| 01    | Japan       | 138  | 144    | 115    | 397    |
| 02    | China       | 94   | 85     | 105    | 284    |
| 03    | Kasachstan  | 78   | 62     | 56     | 196    |
| 04    | Südkorea    | 74   | 83     | 92     | 249    |
| 05    | Nordkorea   | 1    | 4      | 12     | 17     |
| 06    | Usbekistan  | 1    | 2      | 4      | 7      |
| 07    | Libanon     | 1    | 1      | —      | 2      |
| 08    | Mongolei    | —    | 1      | 6      | 7      |
| 09    | Iran        | —    | 1      | 2      | 3      |
| 10    | Kirgisistan | —    | —      | 1      | 1      |

## Weitere Veranstaltungen
- Hallen-Asienspiele
- Strand-Asienspiele